# Oggetti non stellari nella costellazione dell'Idra
Principali Oggetti non stellari visibili nella costellazione dell'Idra.

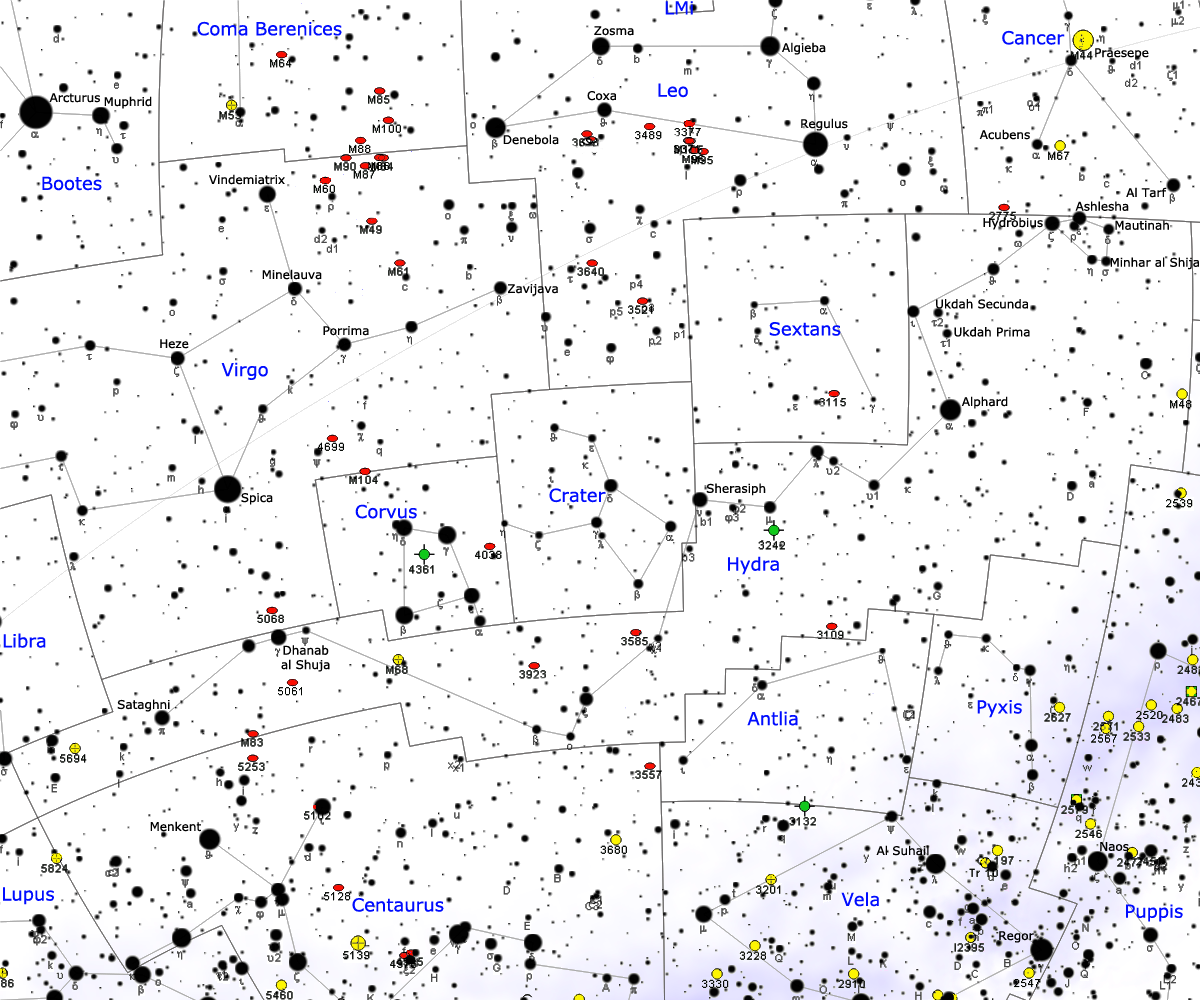
Mappa della costellazione dell'Idra.

## Ammassi aperti
- M48

## Ammassi globulari
- M68
- NGC 5694

## Nebulose planetarie
- Abell 33
- Abell 35
- NGC 3242
- Nebulosa Civetta del Sud

## Galassie
- AM 1316-241 (galassie interagenti)
- ESO 510-G13
- M83
- MRC 1138-262
- NGC 2555
- NGC 2561
- NGC 2574
- NGC 2583
- NGC 2584
- NGC 2585
- NGC 2590
- NGC 2612
- NGC 2615
- NGC 2616
- NGC 2617
- NGC 2618
- NGC 2642
- NGC 2644
- NGC 2662
- NGC 2784
- NGC 2835
- NGC 2986
- NGC 3109
- NGC 3309
- NGC 3311
- NGC 3312
- NGC 3464
- NGC 3585
- NGC 3621
- NGC 3904
- NGC 3923
- NGC 4105
- NGC 5061
- NGC 5101
- SL2S J08544-0121
- SDP.81 (galassia starburst)
- TN J0924-2201 (radiogalassia)
- Markarian 1216

## Ammassi di galassie
- Abell 732
- Abell 754
- Abell 901
- Abell 902
- Abell 907
- Abell 955
- Ammasso dell'Idra
- Gruppo di Centaurus A/M83